# TV Tagarela da Rocinha
TV Tagarela é uma associação de mídia comunitária que faz uso da linguagem audiovisual como recurso pedagógico para desenvolver trabalhos socioeducativos na Favela da Rocinha desde 1998.

## História
TV Tagarela é uma instituição não governamental e sem fins lucrativos que atua na Favela da Rocinha, desde 1998, como TV Comunitária de Rua. Esse movimento teve seu início no ano anterior, numa oficina de produção de vídeo realizada pela ASPA (Ação Social Padre Anchieta) para um grupo de adolescentes da comunidade.
Decididos a permanecer e dar sequência prática as experimentações feitas durante o curso, o grupo teve como principal referência - para consolidar outro conceito de TV na comunidade - a TV Maxambomba que atuava na Baixada Fluminense do Rio de Janeiro e a TV Viva do Recife, Pernambuco. Ambas com a metodologia midiática de veicular suas produções em espaços públicos (praças e ruas).
Em 1998 foi realizada a primeira produção para ser exibido na rua. O vídeo “Preconceito: não aceito” foi exibido numa TV de 29 polegadas na janela da Capela Nossa Senhora Aparecida, virada para os transeuntes que passavam pelo Largo do Boiadeiro – local que viria a ser o principal cenário das intervenções de rua da TV Tagarela, só que posteriormente com telão e projetor.
O nome TV Tagarela foi inspirado pelo livro “Varal de Lembranças” das autoras Eliana Segala e Tânia Regina. Em meio às histórias da Rocinha ali contadas, os adolescentes descobriram que um dos primeiros veículos de comunicação da comunidade foi o “Jornal Tagarela”, difundido durante a década de 1980.
Ainda no ano de 1998, a TV Tagarela ganhou uma licitação para produzir vídeos para o programa Comunidade em Cena, do Canal Saúde – FIOCRUZ. A partir de então, o grupo conquistou sua independência, assumindo as despesas básicas da manutenção da TV. Ao longo de todos esses anos, essa parceria foi a principal fonte de recurso para o sustento da TV Tagarela, que produziu mais de 30 curtas documentários para o Canal Saúde. 
Uma das produções de maior relevância no currículo da Tagarela é o documentário “Entre Muros e Favelas”, realizado em parceria com Atrever (Manguinhos) e o coletivo AK KRAAK da Alemanha, que ganhou o “Prêmio Jangada” de melhor documentário de média-metragem na “X Mostra Internacional do Filme Etnográfico” no ano de 2005.
Somente depois de acumular em seu histórico uma vasta experiência com produção em comunicação comunitária, foi que teve início o processo de discussão sobre sua regularização como instituição, sendo fundada em maio de 2008 a Associação de Mídia Comunitária da Rocinha - TV Tagarela.
No ano de 2015, a TV Tagarela colocou na pauta comemorativa dos 450 anos da cidade do Rio de Janeiro a Favela como parte importante do cenário urbano, ao realizar o 1° Cine Favela Festival na Rocinha - com patrocínio da Secretaria Municipal de Cultura. Obedecendo a temática da mostra audiovisual, 58 filmes sobre favela e/ou favelado de diferentes regiões do país foram exibidos na Pracinha da Roupa Suja (Praça Aílton Rosa), tendo como metodologia a prática de intervenção cultural desenvolvida pela TV Tagarela.
Para além da produção e exibição de vídeos, a TV Tagarela é um mobilizador sociocultural que promove atividades em parceria com outras instituições e movimentos sociais fomentando o desenvolvimento social, político e cultural da comunidade.

## Prêmios
2005 - “Prêmio Jangada” de melhor documentário de média-metragem na “X Mostra Internacional do Filme Etnográfico” com o Filme "Entre Muros e Favelas".

## Comunidade em Cena
Comunidade em Cena é uma programação do Canal Saúde pela qual a TV Tagarela produziu mais de 30 curtas documentários, disseminado experiências comunitárias bem sucedidas a fim de fomentar novas iniciativas. A produção de vídeos para o Canal Saúde foi a principal fonte de renda da TV Tagarela - de 1998 a 2013 -  numa parceria estabelecida por duas licitações ganhas para produzir o programa. Essa parceria, que durou aproximadamente 15 anos, possibilitou a TV Tagarela se tornar um dos maiores colaboradores do Comunidade em Cena e, consequentemente,o Canal Saúde o principal veículo de divulgação da TV fora da Rocinha.
| Vídeos exibidos no Comunidade em Cena                     | Ano  |
| --------------------------------------------------------- | ---- |
| Rocinha Surf Clube                                        | 1998 |
| Brincar é Coisa Muito Séria                               | 1998 |
| Músicos do Amanhã                                         | 1999 |
| Comunidade Viva                                           | 2000 |
| Roça CaçaCultura                                          | 2004 |
| Casa Viva (parceria com ATREVER)                          | 2004 |
| Lixo da Arte, Arte do Lixo                                | 2005 |
| ASACC - Associação Solidária de Arte, Cultura e Cidadania | 2005 |
| Agenda Redutora da Violência                              | 2005 |
| CEAC - Centro de Educação Alternativa Cultura Cidadania   | 2006 |
| Escola de Música da Rocinha E.M.R                         | 2006 |
| Campo - Centro de Apoio ao Movimento Popular Z.O.         | 2007 |
| Pré Vestibular Comunitário da Rocinha                     | 2007 |
| Cultura e arte em um só espaço                            | 2007 |
| Amo Salgueiro                                             | 2007 |
| Pré Vestibular Comunitário de Manguinhos                  | 2008 |
| Rocinha em Ação Tuberculose Não                           | 2008 |
| Beco Poema: os pequenos poetas da Rocinha                 | 2009 |
| Acorda Capoeira                                           | 2009 |
| A história que eu Conto                                   | 2010 |
| Rocinha Bodyboarding                                      | 2010 |
| Ser Vidigal                                               | 2010 |
| Rocinha Radical                                           | 2011 |
| Welcome to Rocinha                                        | 2011 |
| Ocupar, resistir para morar                               | 2013 |
| Todos na Luta                                             | 2013 |
| Palco Rocinha                                             | 2013 |
| Bando Cultural favelados                                  | 2013 |
| Instituto Raízes em Movimento                             | 2013 |
| SBR - Skate, Bike e Roller                                | 2013 |
| Troque uma arma por um pincel                             | 2013 |
| Apafunk - Informação, Mobilização e Luta                  | 2013 |
| Salvemos São Conrado (co-produção)                        | 2014 |
| Amigos do Forró (co-produção)                             | 2014 |
| Associação de Moradores do Laboriaux (co-produção)        | 2014 |
| Encontro Idéias e Rimas (co-produção)                     | 2014 |
| Instituto Movimento e Vida (co-produção)                  | 2014 |
| Studio de Dança Bruna Rodrigues (co-produção)             | 2014 |
| Roupa Suja Futebol Clube (co-produção)                    | 2014 |
| Fórum de Cultura da Rocinha (co-produção)                 | 2014 |
| Rocinha Sem Fronteiras (co-produção)                      | 2014 |
| Vamos desenrolar (co-produção)                            | 2014 |

## Cine Favela Festival
Inspirado na prática de intervenção de rua da TV Tagarela, o 1° Cine Favela Festival foi realizado na Rocinha entre os dias 10 e 20 de junho de 2015 em comemoração aos 450 anos da cidade, com patrocínio da Secretaria Municipal de Cultura do Rio de Janeiro. 
Durante a mostra, 58 filmes sobre favela e/ou favelado foram exibidos na Pracinha da Roupa Suja (Praça Aílton Rosa) distribuídos em 9 categorias: melhor curta documentário, melhor curta ficção, melhor média/longa documentário, melhor média/longa ficção, melhor videoclipe musical, melhor animação, melhor obra experimental, melhor obra favela ontem e melhor obra favela hoje. Além dessas premiações indicadas pela curadoria, o público escolheu a melhor obra júri popular que ganhou o Prêmio Eduardo Coutinho.
Para além das exibições, era preciso discutir a representação da favela no audiovisual e a importância das produções realizadas pelo próprio favelado.
Nessa perspectiva, a TV Tagarela, em parceria com Imagens e Complexos, elaborou o Circuito de Repescagem do Cine Favela Festival, com objetivo de promover debates refletindo a estética do cinema brasileiro a partir de filmes que concorreram na mostra.
O itinerário do Circuito de Repescagem percorreu quatro comunidades com sessões temáticas e mesa de debate com convidados (diretores, produtores e atores) que tiveram suas obras representadas no 1° Cine Favela Festival: Rocinha / Sessão “Filmes Premiados Cine Favela Festival”; Manguinhos / Sessão “Documentário, Mulher e Favela”; Complexo do Alemão / Sessão “Favelas Ontem e Hoje - novas imagens e novos desafios”; Santa Marta / Sessão “Curtas Premiados Cine Favela Festival”. 
| Filmes exibidos no Cine Favela Festival             | Categoria / Premiados                | Direção                                           |
| --------------------------------------------------- | ------------------------------------ | ------------------------------------------------- |
| Abra Sua Mente                                      | videoclipe                           | Coletivo Papo Reto                                |
| Sistah-c                                            | curta documentário                   | Felipe Varanda e Rogério Galalau                  |
| A Batalha do Passinho                               | Prêmio Juri Popular (longa doc)      | Emílio Domingos                                   |
| Acme 99                                             | experimental                         | Marcus Forster                                    |
| Favela Gay                                          | longa documentário                   | Rodrigo Felha                                     |
| Maria Macaca                                        | curta documentário                   | Lázaro Ribeiro                                    |
| Vila Aliança - Memórias em 5 minutos                | curta documentário                   | Jeferson Cora                                     |
| Retrato Falado - Denize Moraes                      | curta documentário                   | Lana de Souza                                     |
| A Festa do Cavalo Nóia                              | média documentário                   | Thais Scabio e Gilberto Caetano                   |
| Segregação Bandeira 1                               | curta documentário                   | Stefano Figalo                                    |
| Luta pela humanização                               | curta documentário                   | Renan Oliveira                                    |
| Vila Recreio 2 - Sonhos Demolidos                   | curta documentário                   | Núcleo Piratininga de Comunicação                 |
| Enchente                                            | longa documentário                   | Julio Pecly e Paulo Silva                         |
| Maria                                               | curta documentário                   | Ericas Sansil                                     |
| Doutor Magarinos, o advogado do morro               | Melhor Obra Favela Ontem (curta doc) | Ludmila Curi                                      |
| Casas Marcadas                                      | curta documentário                   | Coletiva                                          |
| Ocupação Morro dos Macacos                          | curta documentário                   | Gustavo Moraes                                    |
| Caixa d'água: Qui-lombo-é esse?                     | curta documentário                   | Everlane Moraes                                   |
| Restrutural                                         | média documentário                   | Marcelo Díaz                                      |
| Se eu tivesse uma casa                              | curta documentário                   | Cristiano Pereira da Silva                        |
| A Mulher do Latão                                   | curta ficção                         | Robespierre Avila Azevedo                         |
| Rainha das Quentinhas                               | Melhor Curta Documentário            | Vitor Madeira                                     |
| Ser ou não ser de Vila Aliança, eis a questão       | curta ficção                         | Ana Dilon, Fernanda Richa e Diego Amorim          |
| Sétima Arte                                         | experimental                         | Jonas Henrique                                    |
| Execut'arte                                         | média documentário                   | Edilano Cavalcante                                |
| E aí, como fica?                                    | Favela Hoje                          | Flávio Carvalho                                   |
| O céu é o limite                                    | Melhor Videoclipe Musical            | Guilherme Rimas                                   |
| Proibidão                                           | curta documentário                   | Ludmila Curi e Guilherme Arruda                   |
| Grandmaster Raphael                                 | curta documentário                   | Felipe Varanda e Rogério Galalau                  |
| O tal ao vivo especial do funk                      | experimental                         | Lana de Souza                                     |
| Ed.Mosquito                                         | animação                             | Alunos da E.M. José Ferreira - Itaboraí           |
| Plano do ano                                        | curta ficção                         | Raphael Cruz                                      |
| Caixa d'água                                        | curta ficção                         | Thais Scabio e Gilberto Caetano                   |
| Um Lobisomem em Santa Marta                         | curta ficção                         | Marcelo Ostachevski e Robespierre Azevedo         |
| De Palha e aço história de palhaço                  | curta documentário                   | Thadeu Bueno                                      |
| No caminho do gato                                  | curta ficção                         | Marcelo Ostachevski e Edgar Siqueira              |
| Quem matou Gilberto                                 | Melhor Curta Ficção                  | Coletiva (Josinaldo Medeiros e Diogo Santos)      |
| Barakanã o filme                                    | Melhor Animação                      | Coletiva                                          |
| Tornado                                             | curta documentário                   | Luciano Vidigal                                   |
| Beco dos Pancados                                   | Melhor Obra Experimental             | Coletiva                                          |
| Era uma vez na Bahia                                | média documentário                   | Calebe Lopes                                      |
| A voz do Povo                                       | Melhor Longa Ficção                  | Germano Weiss                                     |
| Justiça Divina                                      | langa ficção                         | Alvarina Souza e Silva                            |
| A via d' poesia                                     | curta documentário                   | Hélio Rodrigues                                   |
| Lamentos do Morro                                   | experimental                         | Rafael Gomes e Luciana Julião                     |
| Billings 3D                                         | experimental                         | Thais Scabio                                      |
| Conflitos e abismos: a expressão da condição humana | curta documentário                   | Everlane Moraes                                   |
| História Transitória                                | curta documentário                   | Igor Souza dos Santos                             |
| Alemão f/5.6                                        | Melhor Obra Favela Hoje (curta doc)  | Aline Portugal e Rosilene Faria                   |
| Viva Favela, um documentário em construção          | média documentário                   | Mayra Jucá, Pablo Pessanha e Coletivo Viva Favela |
| Comunicação popular, quem faz                       | média documentário                   | Núcleo Piratininga de Comunicação                 |
| TV Morrinho DOC                                     | curta documentário                   | Chico Serra                                       |
| Cidade de Deus 10 anos depois                       | Melhor Longa Documentário            | Cavi Borges e Luciano Vidigal                     |
| O funk vive em mim                                  | videoclipe                           | Lana de Souza                                     |
| Antares Jazz Big Band                               | curta documentário                   | Felipe Varanda e Rogério Galalau                  |
| Singeleza                                           | curta documentário                   | George Augusto                                    |
| Campeonato de futebol do Zulu                       | curta documentário                   | Fabio Barbosa e Luiz Henrique Peixoto Caldas      |
| Copa Vidigal                                        | longa documentário                   | Luciano Vidigal                                   |

## Trabalhos acadêmicos sobre a TV Tagarela
Reconhecida no meio acadêmico como uma das poucas TVs de Rua em atividade no Brasil, a TV Tagarela é citada "entre as experiências mais significativas de TV de Rua"  pela pesquisadora Cicilia Peruzzo, por atender a requisitos essenciais desse tipo de mídia: 
"A TV comunitária nos moldes da TV de Rua tem propósitos educativos e culturais. Surge em um contexto de efervescência dos movimentos sociais em que se busca a utilização do vídeo como meio facilitador do processo de tomada de consciência e mobilização de segmentos sociais excluídos".
Concebida nesse conceito midiático, a TV Tagarela tornou-se objeto de estudo para graduandos, professores e pesquisadores que desejam desenvolver trabalhos acadêmicos sobre essa temática.
| Título | Faculdade | Ano     | Autor                       | Tipo       |
| --- | --------- | ------- | --------------------------- | ---------- |
| TV Comunitária de Rua: Uma Boa Alternativa                                                                                  | UNIPLI    | RJ,2008 | Cleber de Araujo Nascimento | TCC        |
| Tevê Tagarela; A TV Comunitária da Rocinha                                                                                  | FACHA     | RJ,2010 | Robson Alexandre S. de Melo | Monografia |
| TV de Rua: Representação do “eu” na estética da comunicação comunitária, uma análise da produção audiovisual da TV Tagarela | PUC-RIO   | RJ,2012 | Flávio Mesquita de Carvalho | Monografia |
| TV Tagarela: Comunidade em Foco                                                                                             | FACHA     | RJ,2013 | Glauber da Silva Onofre     | TCC        |